# Vanyar
De Vanyar (of Blonde Elfen) zijn een belangrijk Elfenvolk in de boeken van de Engelse schrijver J.R.R. Tolkien.
De Vanyar waren de schoonste en edelste van alle Hoge Elfen. Ze vormden het kleinste van de drie elfenvolken, die na de oproep van de Valar naar Aman kwamen en arriveerden daar het eerst. Volgens de legende werd het volk gesticht door Imin, de eerste elf die ontwaakte bij het meer van Cuiviénen in het oosten van Midden-aarde. De Vanyar spraken Quendya, een dialect van het Quenya dat alleen in Valinor werd gesproken. De naam "Vanyar" betekent "(de) schonen" in het Quenya, waarmee wordt verwezen naar hun goudkleurige haar. De Vanyar stonden ook bekend als de Minyar, dat "de eersten" betekent.

## Geschiedenis
De eerste koning was Ingwë. Hij ging samen met Finwë van de Noldor en Elwë van de Teleri mee met de Vala Oromë naar Valinor. Bij terugkomst overreedde hij zijn volk zich definitief in Valinor te vestigen. Ingwë werd erkend als hoge koning van alle elfen. Bij aankomst in Valinor vestigden de Vanyar zich samen met de Noldor op de berg Túna en bouwden daar de stad Tirion. Na enkele eeuwen wilden de Vanyar echter dichter in de buurt van de Valar gaan wonen en verhuisden naar de omgeving van de berg van Manwë.
In tegenstelling tot de Noldor verlangden de Vanyar niet meer terug naar Midden-aarde. Zij keerden er slechts een keer terug toen Ingwion, de zoon van Ingwë, een leger van Vanyar leidde in de Oorlog van Gramschap. Aan het einde van de Eerste Era keerden zij samen met de meeste andere Eldar terug naar Aman.

## Bekende Vanyar
Door hun lange afzondering zijn slechts enkele van de Vanyar bij naam bekend.
- Imin, de eerste van alle elfen die ontwaakte bij Cuiviénen.
- Iminyë, de vrouw van Imin.
- Tata en Enel met hun vrouwen Tatië en Enelyë, De elfen die direct na Imin ontwaakten.
- Ingwë, Hoge Koning van de Vanyar en van alle elfen.
- Ingwion, de zoon van Ingwë.
- Indis, de tweede vrouw van koning Finwë van de Noldor.
- Elemmírë, de schrijver van "Aldudénië", een gedicht over het sterven van de Twee Bomen van Valinor.
- Elenwë, de vrouw van Turgon en moeder van Idril Celebrindal.
- Amarië, de geliefde van Finrod Felagund.